# Tour Colombia
El Tour Colombia o Tour Colombia 2.1 (anteriorment Colombia Oro y Paz) és una cursa ciclista per etapes disputada a Colòmbia. La primera edició es va disputar el 2018 i forma part de l'UCI Amèrica Tour amb una categoria 2.1.

## Palmarès
| Any  | Vencedor                  | Segon                      | Tercer                  |         |
| ---- | ------------------------- | -------------------------- | ----------------------- | ------- |
| 2018 | Egan Bernal Gómez         | Nairo Quintana Rojas       | Rigoberto Urán          |         |
| 2019 | Miguel Ángel López Moreno | Iván Ramiro Sosa Cuervo    | Daniel Martínez Poveda  |         |
| 2020 | Sergio Higuita García     | Daniel Martínez Poveda     | Jonathan Caicedo Cepeda |         |
| 2021 | suspesa                   | suspesa                    | suspesa                 | suspesa |
| 2022 | suspesa                   | suspesa                    | suspesa                 | suspesa |
| 2023 | suspesa                   | suspesa                    | suspesa                 | suspesa |
| 2024 | Rodrigo Contreras         | Richard Carapaz Montenegro | Jonathan Caicedo Cepeda |         |